# Andrew Hampsten
Andrew Hampsten (Columbus, Ohio, 7 de abril de 1962) es un exciclista estadounidense, profesional entre los años 1985 y 1996, durante los cuales consiguió 21 victorias.
Este ciclista estadounidense, especialista en la montaña, debutó en el ciclismo profesional con una victoria de etapa en el Giro de Italia. Al año siguiente, ficharía por el equipo de su compatriota, Greg LeMond, para ayudarle en su intento de ganar el Tour de Francia. Hampsten terminaría 4.º en aquella edición, siendo el joven mejor clasificado de la carrera.
Tras ganar el Giro de Italia 1988, se convirtió en el primer ciclista no-europeo en ganar la ronda italiana, y lo hizo con una gran brillantez en la alta montaña. Al año siguiente, volvería a subir al podio, pero esta vez como 3.er clasificado.
En 1992, Andrew Hampsten lograría su última gran victoria en el ciclismo profesional, al vencer en la mítica cima de Alpe d'Huez. Aquel año, el estadounidense volvería a ser 4.º en el Tour, perdiendo la 3.ª plaza en la última contrarreloj en beneficio del italiano Gianni Bugno.

## Palmarés
| 1985 - 1 etapa del Giro de Italia 1986 - Vuelta a Suiza, más 1 etapa - Mejor joven en el Tour de Francia 1987 - Vuelta a Suiza 1988 - Giro de Italia , más 2 etapas y clasificación de la montaña - 1 etapa de la París-Niza 1989 - Hofbrau Cup - Subida a Urkiola - 1 etapa de la Vuelta al País Vasco - 3.º en el Giro de Italia | 1990 - Subida a Urkiola - 1 etapa de la Vuelta a Suiza 1992 - 1 etapa en el Tour de Francia - Tour de Romandía, más 1 etapa 1993 - Vuelta a Galicia, más 1 etapa |

### Clasificación Grandes Vueltas
| Carrera | Carrera         | 1985 | 1986 | 1987 | 1988 | 1989 | 1990 | 1991 | 1992 | 1993 | 1994 | 1995 |
| ------- | --------------- | ---- | ---- | ---- | ---- | ---- | ---- | ---- | ---- | ---- | ---- | ---- |
|         | Giro de Italia  | 20.º | —    | —    | 1.º  | 3.º  | —    | —    | 5.º  | 14.º | 10.º | 58.º |
|         | Tour de Francia | —    | 4.º  | 16.º | 15.º | 22.º | 11.º | 8.º  | 4.º  | 8.º  | —    | —    |
|         | Vuelta a España | —    | —    | —    | —    | —    | —    | —    | —    | —    | —    | —    |